# Tragacantha cryptantha
Tragacantha cryptantha là một loài thực vật có hoa trong họ Đậu. Loài này được (Wedd.) Kuntze miêu tả khoa học đầu tiên năm 1891.